# Cotai Arena
Cotai Arena (tiếng Trung: 金光綜藝館) là một nhà thi đấu nằm trong khuôn viên của The Venetian Macao ở Dải Lộ Đãng Thành, Ma Cao, Trung Quốc. Nhà thi đấu có sức chứa 15.000 chỗ ngồi và được khánh thành vào năm 2007. Nhà thi đấu được gọi là Venetian Arena từ năm 2007 đến năm 2010, trước khi được đổi tên thành CotaiArena. Nơi đây tổ chức các sự kiện thể thao như các trận đấu bóng rổ, quần vợt và quyền Anh, cũng như các buổi hòa nhạc và các lễ trao giải quốc tế.